# Coração de Vidro
Coração De Vidro (ISBN 8506024935) é um romance juvenil, escrito por José Mauro de Vasconcellos e publicado em 1964.

## Enredo
Quatro histórias de quatro diferentes personagens (O Pássaro Azulão, o Peixinho Vermelho, o Cavalinho de Ouro e a Mangueira-Moça) que se confundem e descrevem o apogeu e o declínio de uma propriedade rural em comum.

## Capítulos
- 1 - Cenário: A Fazenda
- 2 - História número um: A Missa do Sol
- 3 - História número dois: O Aquário
- 4 - História número três: O Cavalo de Ouro
- 5 - História número quatro: A Árvore

## Curiosidades
- O livro termina com citação de Fernando Pessoa:

"Estala, Coração de Vidro Pintado!..."